# Grensfjall
Grensfjall är ett berg i republiken Island. Det ligger i regionen Västfjordarna, 230 km norr om huvudstaden Reykjavík. Toppen på Grensfjall är 588 meter över havet.
Trakten runt Grensfjall är nära nog obefolkad, med mindre än två invånare per kvadratkilometer. Närmaste större samhälle är Ísafjörður, omkring 11 kilometer öster om Grensfjall. Trakten runt Grensfjall består i huvudsak av gräsmarker.